# Richard Phillips
Richard Phillips, född den 26 januari 1983, är en friidrottare från Jamaica som tävlar i häcklöpning.
Phillips deltog vid VM för juniorer 2002 där han slutade fyra på 110 meter häck. Han deltog även vid Olympiska sommarspelen 2004 där han blev utslagen i semifinalen. 
Vid Olympiska sommarspelen 2008 tog han sig vidare till finalen och slutade där sjua på tiden 13,60.

## Personliga rekord
- 110 meter häck - 13,39